# Diritti umani in Corea del Sud
I diritti umani in Corea del Sud differiscono da quelli della sua controparte settentrionale e si sono evoluti in modo significativo dai tempi della dittatura militare e riflettono lo stato attuale dello Stato come democrazia costituzionale. I cittadini scelgono regolarmente il presidente e i membri dell'Assemblea nazionale in elezioni multipartitiche libere ed eque.
Il National Security Act criminalizza i discorsi a sostegno del comunismo o della Corea del Nord; sebbene venga applicato in modo disomogeneo e ogni anno i procedimenti giudiziari declinino, ogni anno vengono ancora avviati oltre 100 casi.

## Storia

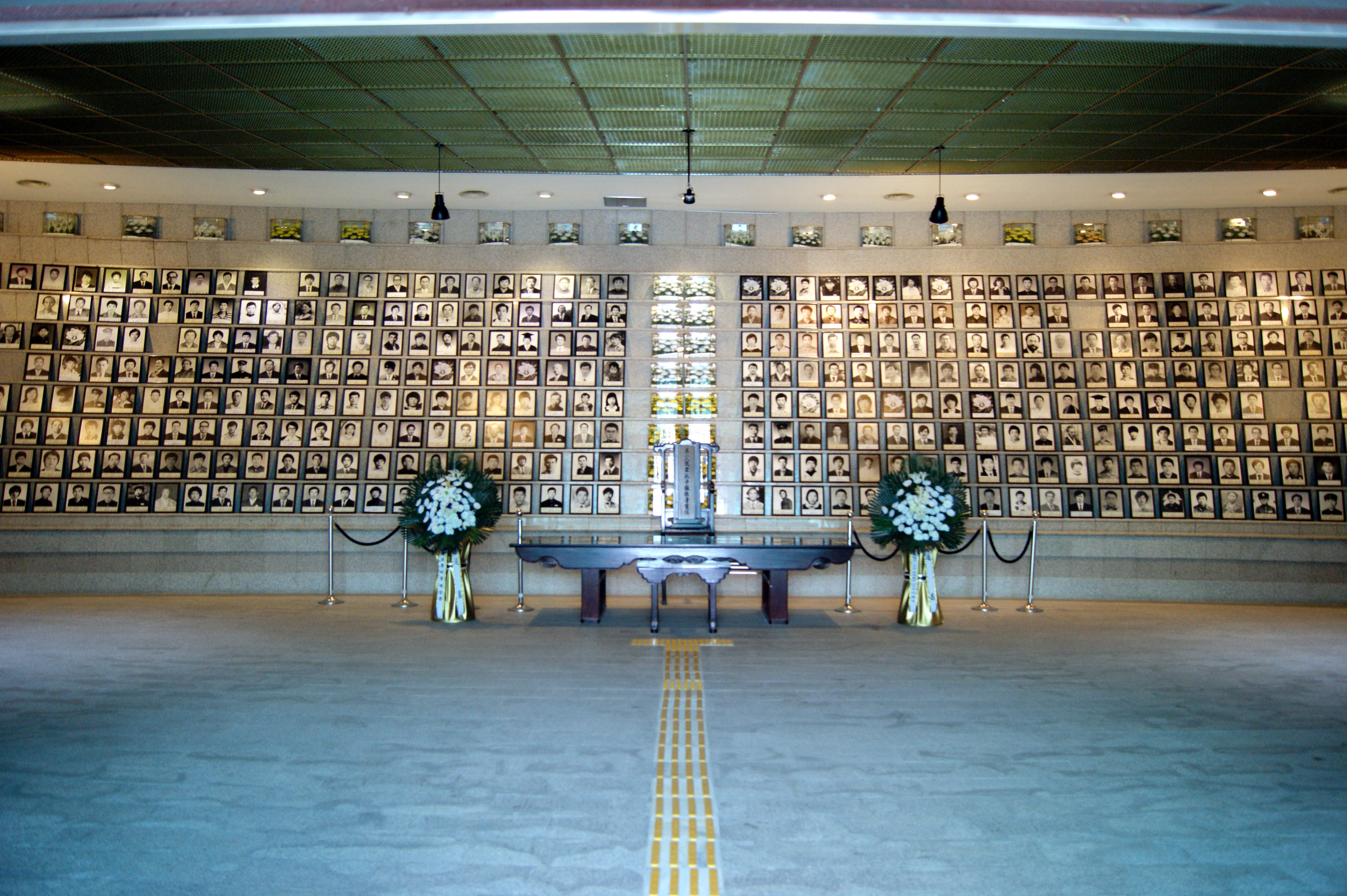
Memorial Hall nel cimitero nazionale del 18 maggio dove furono sepolti i corpi delle vittime del massacro di Gwangju

Per la maggior parte del XX secolo i cittadini sudcoreani vivevano sotto un governo non democratico, in particolare sotto i regimi militari autoritari di Syngman Rhee, Park Chung-hee, Chun Doo-hwan e Roh Tae-woo. Le libertà civili, in particolare le libertà di parola e di associazione, sono state significativamente ridotte e gli oppositori del regime hanno rischiato la tortura e la prigione.
Nel 1967, la KCIA fabbricò un anello spia, imprigionando 34 cittadini, per consolidare il dominio di Park Chung-hee.
Dopo il massacro di Gwangju nel 1980, il desiderio pubblico di democrazia e maggiori libertà civili fu espresso sempre più; gli anni prima delle Olimpiadi di Seul del 1988 videro un aumento delle attività a favore della democrazia che costrinsero a tenere libere elezioni nel 1992, mettendo al potere l'attivista di lunga data Kim Young-sam.
Il caso Burim del 1981 vide individui innocenti, che facevano parte di un club del libro, arrestati arbitrariamente e torturati severamente per fare una falsa confessione che stavano leggendo "letteratura comunista".

## Libertà civili

### Diritti individuali
Ogni cittadino di età superiore ai 19 anni ha il diritto di voto.
La censura ufficiale non è in atto. La legge sulla sicurezza nazionale rende un crimine esprimere simpatie con la Corea del Nord, e sebbene non sia costantemente applicato, ogni anno vengono imprigionati oltre 100 persone. 
Una commedia sul campo di concentramento di Yodok nella Corea del Nord è stata sottoposta a forti pressioni da parte delle autorità per attenuare le sue critiche e i produttori sarebbero stati minacciati di essere perseguiti ai sensi della legge sulla sicurezza.
Alcuni gruppi conservatori si sono lamentati del fatto che la polizia tiene d'occhio le loro manifestazioni e che ad alcune persone è stato impedito di partecipare ai raduni.
L'ex ministro dell'Unificazione Chung Dong-young è stato accusato una volta di aver tentato di distrarre i giornalisti da una riunione di attivisti per i diritti umani nella Corea del Nord. Diverse organizzazioni affermate per i diritti umani, tuttavia, hanno tenuto conferenze ed esibiscono critiche verso la Corea del Nord senza interferenze.
La censura è più evidente nei media. Canzoni e spettacoli teatrali in lingua giapponese o relativi al Giappone sono generalmente vietati. Nonostante la revoca della maggior parte delle normative nel 1996 e 1998 a seguito di una sentenza della Corte costituzionale che erano illegali, è possibile vietare scene di estrema violenza e vietare alla pornografia di mostrare penetrazione di qualsiasi tipo e i genitali devono essere offuscati. 
Sebbene tecnicamente legale, la pornografia deve comunque soddisfare alcuni standard minimi di integrità artistica, che non sono chiaramente scritti nella legge.
Nel 1997 un festival del cinema per i diritti umani è stato bloccato e gli organizzatori sono stati arrestati per aver rifiutato di presentare i loro film per la pre-proiezione.
Il governo blocca l'accesso ai siti web della Corea del Nord e, a volte, ai principali siti Web d'oltremare che ospitano blog. Al momento si sta discutendo se revocare la possibilità di fare commenti anonimi online.
Frank La Rue, relatore speciale delle Nazioni Unite per la libertà di opinione e di espressione, ha annunciato che il governo sotto il presidente Lee Myung-bak ha fortemente ridotto la libertà di espressione in Corea del Sud.

### Minoranza e diritti degli immigrati
La Corea del Sud, come il Giappone, è uno dei paesi più etnicamente omogenei al mondo ed è difficile che gli estranei siano pienamente accettati.
La grande popolazione di lavoratori del sud-est asiatico, oltre la metà dei quali è stimata illegalmente nel paese, è soggetta a notevoli discriminazioni sia all'interno che all'esterno del luogo di lavoro.
Ciò ha portato all'istituzione di una scuola finanziata privatamente e rivolta specificamente ai bambini con un genitore immigrato, con l'inglese e il coreano come lingue principali. Quando Hines Ward, che è di origini miste coreane e afroamericane, ottenne gli onori MVP nel Super Bowl XL, scatenò un dibattito nella società coreana sul trattamento che i bambini misti ricevono.
Le credenze tradizionaliste ancora continue della Corea del Sud fanno sì che poche persone siano aperte sulla loro omosessualità. L'omosessualità è scoraggiata, sebbene l'omosessualità sia legale in Corea del Sud. 
Di conseguenza, ci sono poche o nessuna protezione legale in atto per gay e lesbiche, e molti di loro hanno paura di venire fuori dalle loro famiglie, amici e colleghi. Gli omosessuali non sono autorizzati a prestare servizio militare e nel 2005 cinque soldati furono dimessi per omosessualità.

### Rifugiati dalla Corea del Nord
Proprio come la Corea del Nord considera i sudcoreani come concittadini, i nordcoreani sono considerati cittadini della Repubblica di Corea e ottengono automaticamente la cittadinanza sudcoreana e i passaporti all'arrivo nel territorio ROK. 
Tuttavia, molti rifugiati dalla Corea del Nord si sono lamentati del fatto che trovano difficile l'integrazione nella società sudcoreana; dicono che spesso affrontano l'ostracismo sociale e un governo che preferirebbero tacere sulla situazione dei diritti umani nel Nord.
Il governo ha adottato importanti misure per ridurre al minimo l'impatto che i rifugiati potrebbero avere sulla sua politica nei confronti del Nord. Una stazione radio su Internet gestita da rifugiati, che trasmetteva per coloro che vivevano nel Nord, era soggetta a una campagna di molestie che si concludeva con l'incapacità di permettersi l'affitto dopo meno di un mese di attività. 
La stazione ha accusato il governo di essere dietro la campagna o di incoraggiarla tacitamente. Il governo ha anche bloccato gli attivisti dall'invio di radio al Nord e, secondo quanto riferito, uno scuff ha lasciato ferito l'attivista Norbert Vollertsen.

### Militare
Il servizio militare è obbligatorio per quasi tutti gli uomini sudcoreani. Secondo Amnesty International, 758 obiettori di coscienza (per lo più Testimoni di Geova) sono stati arrestati per essersi rifiutati di svolgere il servizio militare nel giugno 2004.
Durante gran parte della storia moderna della Corea del Sud, l'esercito è stato in gran parte attenuato dal controllo pubblico, risultando in decenni di abusi e trattamenti disumani tra il personale militare. Dal 1993, il pubblico ha deplorato vocalmente le violazioni dei diritti umani che si verificano all'interno dell'esercito, come l'estremo nonnismo.
Nel 1997, il governo ha emanato una legge a tutela dei diritti legali e umani dei soldati che prestano servizio nell'esercito approvando un disegno di legge che vieta l'abuso fisico, verbale o sessuale tra i soldati.
In un incidente un capitano dell'esercito è stato arrestato con l'accusa di maltrattare i tirocinanti, dopo aver presumibilmente costretto 192 coscritti a mangiare feci. La Commissione nazionale per i diritti umani della Corea ha lanciato un'indagine sul caso poiché ha violato i diritti umani.

### Sistema di giustizia criminale
La legge proibisce l'arresto e la detenzione arbitrari e il governo ha generalmente osservato questi divieti. Tuttavia, la legge sulla sicurezza nazionale conferisce alle autorità ampi poteri per detenere, arrestare e imprigionare le persone che commettono atti che il governo considera intesi a mettere in pericolo la "sicurezza dello stato". 
I critici hanno continuato a chiedere la riforma o l'abolizione della legge, sostenendo che le sue disposizioni non definivano chiaramente le attività vietate. 
Il Ministero della Giustizia (MOJ) ha sostenuto che i tribunali avevano stabilito precedenti legali per un'interpretazione rigorosa della legge che preclude l'applicazione arbitraria. Il numero di indagini e arresti di NSL è diminuito significativamente negli ultimi anni.
Nel 2008, le autorità hanno arrestato 16 persone e hanno perseguito altre 27 persone per presunte violazioni della NSL. Di quelli perseguiti, quattro sono stati giudicati colpevoli; i restanti 23 erano sotto processo a fine anno. 
In agosto le autorità hanno accusato un insegnante di scuola secondaria con l'accusa di aver violato la NSL per aver distribuito materiale relativo all'insurrezione di Kwangju del maggio 1980. 
Alla fine dell'anno era in attesa di processo senza detenzione fisica. In un altro caso, quattro membri di un'organizzazione non governativa (ONG) sono stati arrestati e accusati a settembre di contatti illegali con agenti della Repubblica popolare democratica di Corea (RPDC o Corea del Nord) e distribuzione di materiale di stampa nordcoreano allo scopo di esaltare il leader della RPDC Kim Jong -I l. 
La ONG ha affermato che il governo ha usato falsità contro i quattro e ha presentato una richiesta di diffamazione per danni. Alla fine dell'anno i quattro erano in detenzione in attesa di processo e la richiesta di diffamazione non era stata risolta.
Nel novembre 2007 un professore universitario dichiarato colpevole di aver violato la NSL e condannato nel 2006 a due anni di prigione ha perso il suo appello finale.
Un rapporto di Amnesty International (AI) ha affermato che ci sono stati arresti arbitrari di astanti in almeno tre occasioni durante le manifestazioni contro il presidente Lee Myung-bak a Seoul tra maggio e settembre. 
Gli arrestati sono stati arrestati e rilasciati. L'Agenzia coreana di polizia nazionale (KNPA) ha dichiarato che la polizia ha seguito i requisiti della legge nel rispondere alle manifestazioni. Il MOJ ha riferito che le indagini ufficiali non avevano confermato alcun caso di arresto arbitrario alla fine dell'anno.
Un episodio particolare del governo sudcoreano che abusa del diritto umano è l'arresto ingiusto di Jeong Weon-seop per un incidente di stupro infantile il 27 settembre 1972. 
La Corte Suprema della Corea del Sud ha graziato Jeong il 27 ottobre 2011 sulla base di un affidamento inaffidabile prove e procedure di polizia illecite di quel tempo.

## Tratta degli umani
La legge proibisce ogni forma di tratta di persone; tuttavia, sono stati segnalati casi di traffico di esseri umani verso, da, attraverso e all'interno del paese. Donne provenienti dalla Russia, altri paesi dell'ex Unione Sovietica, Cina, Mongolia, Filippine e altri paesi del sud-est asiatico sono state trafficate nel paese per sfruttamento sessuale e servitù domestica. Sono stati reclutati personalmente o hanno risposto agli annunci pubblicitari e sono stati trasportati in Corea, spesso con visti di intrattenimento o turistici. In alcuni casi, una volta che questi destinatari del visto sono arrivati nel paese, i datori di lavoro detenevano illegalmente il passaporto delle vittime. 
Inoltre, alcune donne straniere reclutate per matrimoni legali e mediati con uomini coreani sono finite in situazioni di sfruttamento sessuale, schiavitù del debito e servitù involontaria una volta sposate. 
Le donne coreane sono state trafficate principalmente per sfruttamento sessuale negli Stati Uniti d'America, a volte attraverso il Canada e il Messico, nonché verso altri paesi, come Australia e Giappone. 
Si ritiene che anche un numero relativamente piccolo di migranti in cerca di opportunità nel paese sia diventato vittima della tratta, sebbene il sistema di permessi di lavoro MOL abbia ridotto il numero di lavoratori trafficati nel paese. 
È stato riferito che i trafficanti di esseri umani hanno sfruttato i passaporti ROK ai fini della tratta di esseri umani. Non c'erano prove credibili che i funzionari fossero coinvolti nella tratta.
La legge proibisce la tratta a scopo di sfruttamento sessuale commerciale, compresa la schiavitù del debito, e prevede la reclusione fino a 10 anni. Il traffico di lavoro forzato è criminalizzato e prevede pene detentive fino a cinque anni. 
Le revisioni di febbraio del Passport Act consentono il rilascio o la confisca limitati di passaporti di persone che svolgono attività illegali all'estero, compreso il traffico di sesso.
Tuttavia, alcune ONG credevano che le leggi contro il traffico di sesso non fossero applicate al massimo delle loro potenzialità. Nel corso dell'anno le autorità hanno condotto 220 indagini sulla tratta e sono state perseguite in 31 casi, tutti per tratta di sesso. Non sono state segnalate azioni penali o condanne per reati di tratta.
Il Marriage Brokerage Management Act, entrato in vigore a giugno, regola i broker matrimoniali nazionali e internazionali e prescrive sanzioni per i broker disonesti, comprese le pene detentive fino a tre anni o multe. 
Esistono anche leggi per proteggere le "spose straniere" nel paese e punire i broker fraudolenti di matrimonio, ma le ONG hanno affermato che le leggi dovevano essere rafforzate.
La KNPA e il MOJ erano i principali responsabili dell'applicazione delle leggi antitratta. Il governo ha collaborato con la comunità internazionale nelle indagini relative alla tratta.
Il governo ha mantenuto una rete di rifugi e programmi per assistere le vittime di abusi, comprese le vittime della tratta. Le vittime avevano anche diritto a servizi di assistenza medica, legale, professionale e sociale. 
Le ONG finanziate dal governo hanno fornito molti di questi servizi. Le ONG hanno riferito che nel paese vi era un solo centro di consulenza e due rifugi dedicati alle vittime straniere di tratta. Il MOJ ha continuato a educare i clienti maschi della prostituzione a correggere visioni distorte della prostituzione. Nel corso dell'anno 17.956 persone hanno partecipato al programma.